# Morabitino
O Morabitino foi uma moeda de ouro cunhada no Reino de Portugal. Em Espanha era designada por Maravedi. Sendo uma moeda de inspiração islâmica, a sua designação deriva da palavra árabe al-murābiṭūn, nome da dinastia que governou o norte de África e a Península Ibérica nos séculos XI e XII.
No contexto da Reconquista cristã, com o metal obtido junto aos muçulmanos, as monarquias peninsulares também cunharam os seus "maravedis", moeda inicialmente introduzida pelos Almorávidas na Península Ibérica.
Sob a designação de «morabitino» em Portugal, foi a primeira moeda de ouro a ser cunhada, já sob o reinado de D. Sancho I. No seu anverso, D. Sancho, coroado, é representado a cavalo, com uma espada alçada numa mão e o cetro encimado pela cruz na outra. No reverso, vêem-se as armas reais. Além do seu valor económico, a sua cunhagem tinha uma dupla simbologia:
- afirmar o poder real no reino, tanto pela representação do papel de guerreiro do soberano, como pelo prestígio da sua prerrogativa de cunhagem de moeda;
- afirmar o prestígio da monarquia portuguesa, diante dos demais reinos peninsulares.

Os numismatas classificam o morabitino em velho (dinar almorávida, 1139-1185), novo (1185-1257) e afonsino (dobla ou maravedi alfonsi, de Afonso VIII de Castela, 1170-1214). O velho equivalia a 27 soldos (324 dinheiros, aportuguesamento de denário), o novo 22 soldos (264 dinheiros) e o afonsino 30 soldos (360 dinheiros). Um morabitino novo de D. Sancho II (1223-1248) valia 180 dinheiros.

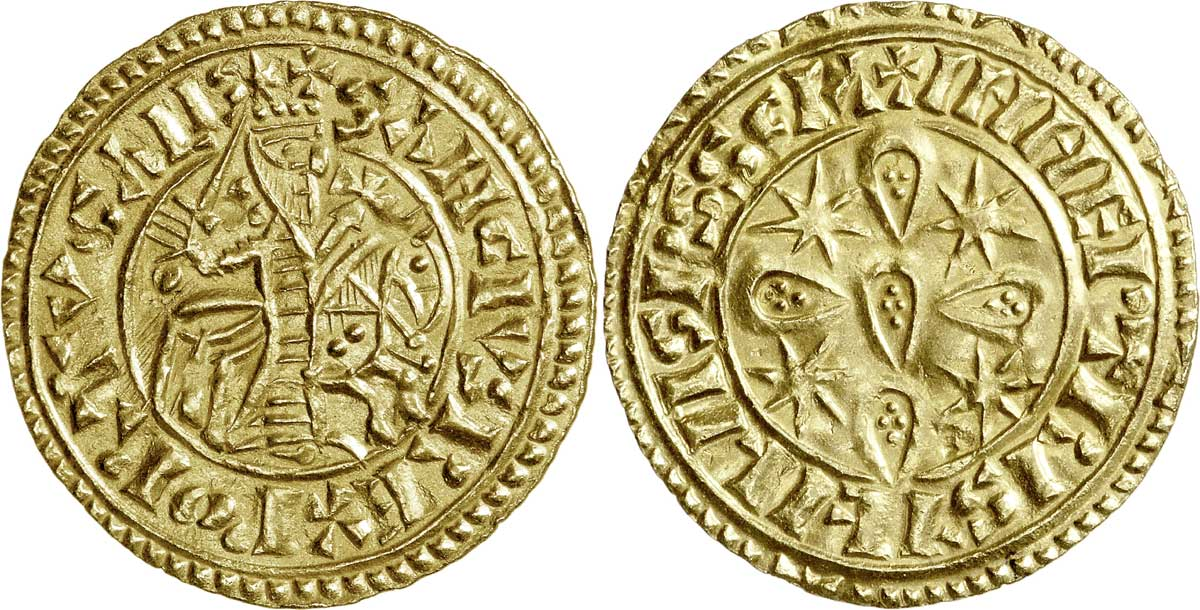
Morabitino de D. Sancho I
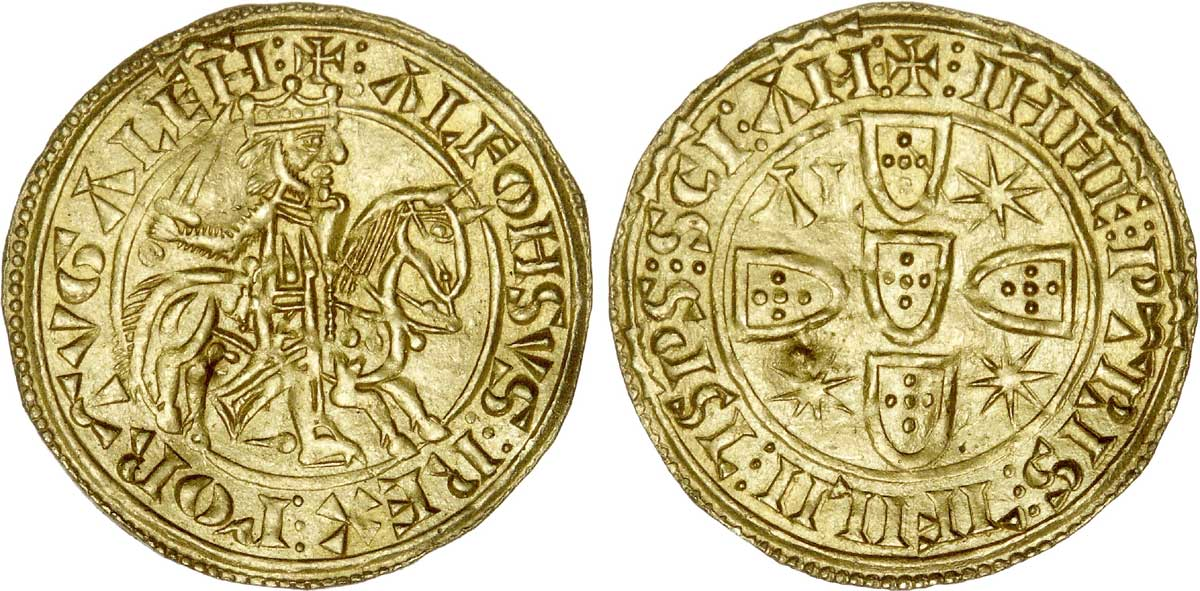
Morabitino de D. Afonso III